# Khawal

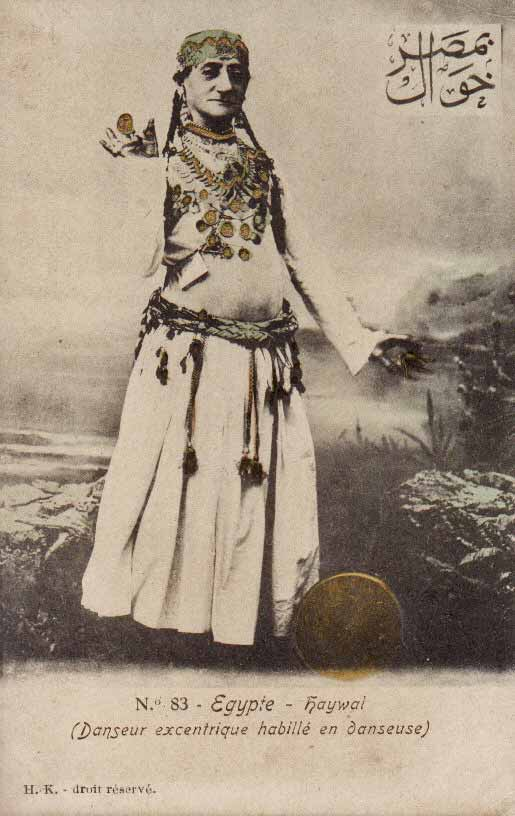
Postal con la fotografía de un khawal (antes de 1907).

El khawal (plural khawalat, ar: خول ) fue hasta 1911 un bailarín travestido egipcio que bailaba en atuendo femenino, popular desde finales del siglo XVIII y durante todo el siglo XIX.

## Nombre
En el diccionario árabe más antiguo Kitab al-'Ayn la definición de khawal es la de "criado" o "esclavo". Los Khawalat eran adquiridos por medios desconocidos, quizás como botín de guerra. Aun así, eran diferentes de los esclavos clásicos porque el término no necesariamente implica propiedad.

## Historia
En respuesta a la prohibición de que las mujeres bailaran en público, varones travestidos ocuparon su lugar. Los khawal era bailarines travestidos afeminados en el Egipto otomano que emulaban a las bailarinas ghawazi danzando con castañuelas, sus manos pintadas con henna, el cabello largo en trenzas, afeitados, llevando maquillaje, y adoptando los modales femeninos. 
Como imitan a las mujeres, sus bailes son exactamente de la misma descripción que aquellos de las Ghawazee [bailarinas del vientre] ... Su aspecto general ... Es más femenino que masculino: se dejan el cabello largo, y generalmente lo trenzan, a la manera de las mujeres ... imitan a las mujeres también en aplicarse kohl y henna en sus ojos y en sus manos como mujeres. En las calles, cuando no se dedican a bailar, ellos a menudo ocultan sus caras con velo; no por vergüenza, sino simplemente por afectar las maneras de las mujeres.
Se distinguían de las verdaderas mujeres por llevar un traje en parte masculino y en parte femenino. El khawal actuaba en celebraciones como bodas, nacimientos, circuncisiones, y festividades. Ellos también actuaban para visitantes extranjeros en el siglo XIX a veces causando confusión entre los espectadores. El khawal era percibido como sexualmente disponible; sus audiencias masculinas encontraban su ambigüedad seductora.
En la jerga egipcia moderna, el término es despectivo y se refiere a un hombre gay pasivo.